# LG GM200
LG GM200 (также LG Brio) — мобильный телефон южнокорейской компании LG, ориентированный на воспроизведение музыки. Модель была представлена и поступила в продажу в 2009 году и к настоящему времени снята с производства. В устройстве применена технология Dolby Mobile.
Телефон оснащён системой звука 2.1 (две колонки и встроенный сабвуфер) и относится к мьюзикфонам. По бокам модели располагаются стереодинамики, а на задней панели — большой сабвуфер с оригинальным кольцеобразным динамиком. Относился к бюджетному классу телефонов.
Телефон выпускался в трёх цветовых решениях: чёрном, серебристом и золотом. Также была доступна модель с небольшими изменениями в дизайне в чёрном или красном цвете с номером модели GM205.

## История модели
Анонс модели состоялся 27 марта 2009 года, когда LG опубликовала пресс-релиз о предстоящей модели. Релиз LG GM200 произошёл в том же году в мае — июне и имел ограниченный характер: телефон был выпущен на рынках России, Украины, стран Азии, Индии, стран Южной и Центральной Америки. Первой страной выпуска аппарата планировалась Украина, ориентировочная розничная цена аппарата составляла 1190 гривен (около 148 долларов).
На российский рынок аппарат поступил в начале мая 2009 года, примерная стоимость составляла 5000 рублей (от 145 долларов). В рамках промокампании телефон продвигался как созданный при участии специалиста по аудио Марка Левинсона. В 2010 году телефон был выпущен в африканских странах. Слоганом аппарата было выбрано «Viva la musica!» (с итал. — «Да здравствует музыка!»).
В телефоне используется технология Dolby Mobile, которую компания Dolby внедряла в рамках сотрудничества с LG для выхода на мобильный рынок.

## Технические характеристики

### Общие характеристики
В телефоне преобладает музыкальная составляющая. Он оснащён акустической системой 2.1, включающей три динамика: на торцах модели располагаются стереодинамики, а на задней панели — сабвуфер с оригинальным кольцеобразным динамиком, отвечающий за воспроизведение низких частот. Ещё одной особенностью модели является встроенная в корпус GM200 радиоантенна, что позволяет прослушивать радио без подключения проводных наушников. GM200 имеет стандартный 3,5-мм аудиоразъём для наушников.
Мьюзикфон обладает функцией автоматической регулировки громкости речевого динамика в зависимости от уровня окружающего шума (режим Smart Profile). Вероятно, она является результатом сотрудничества LG с Dolby. Функцию сравнивали с технологией CrystalTalk от Motorola.

### Некоторые технические характеристики модели
| Наименование                                                           | Значение                                                                         | Источник           |
| ---------------------------------------------------------------------- | -------------------------------------------------------------------------------- | ------------------ |
| Тип экрана                                                             | цветной TFT, 262 144 цвета                                                       | [ 5 ]              |
| Фотокамера                                                             | Одна камера с разрешением 2 Мп Разрешение снимков 1600 × 1200                    | [ 16 ]             |
| Запись видеороликов                                                    | Есть, в формате 3GP QCIF 176 × 144, 15 кадров в секунду                          | [ 4 ] [ 5 ] [ 12 ] |
| Воспроизведение видео                                                  | MPEG4, H.263, 3GP                                                                | [ 4 ] [ 14 ]       |
| Аудио                                                                  | MP3, AAC, WMA, AMR, MIDI                                                         | [ 4 ]              |
| Java-приложения, игры                                                  | есть                                                                             | [ 16 ]             |
| Доступ в интернет                                                      | WAP 2.0/xHTML, GPRS, EDGE POP/SMTP-клиент                                        | [ 4 ] [ 17 ]       |
| Модем                                                                  | есть                                                                             | [ 16 ]             |
| Синхронизация с компьютером                                            | есть                                                                             | [ 5 ]              |
| Использование в качестве USB-накопителя                                | есть                                                                             | [ 16 ]             |
| Дополнительные функции SMS                                             | ввод текста со словарём                                                          | [ 17 ]             |
| MMS                                                                    | есть                                                                             | [ 17 ]             |
| Аккумулятор                                                            | Li-Ion 1100 мА·ч или 950 мА·ч Время разговора — 8:24 ч Время ожидания — до 450 ч | [ 4 ] [ 1 ]        |
| Профиль A2DP                                                           | есть                                                                             | [ 12 ]             |
| Записная книжка                                                        | 1000 номеров                                                                     | [ 4 ] [ 17 ]       |
| Выбор памяти для сохранения контакта (SIM-карта или внутренняя память) | есть                                                                             | [ 16 ]             |
| Органайзер                                                             | будильник, калькулятор, планировщик задач                                        | [ 16 ] [ 17 ]      |

## Критика
Внешний вид аппарата вызвал смешанные отзывы. Обозреватель портала «Мобильный форум» оценил LG GM200 на 3,5 звезды из 5 и охарактеризовал модель как «противоречивую вещь», в которой одновременно сочетаются бюджетный внешний вид и дополнительные функции, такие как FM-антенна и МР3-плеер с Dolby Mobile, приближающие аппарат к разряду «музофонов» для людей активного возраста. Дизайн устройства не впечатлил рецензента, из чего он заключил, что целевая аудитория GM200 не вполне ясна, а делать прогнозы о его успехе довольно трудно.
Эльдар Муртазин с сайта Mobile-review.com отметил, что аппарат получился относительно недорогим, но «не слишком внятным». Он похвалил музыкальную составляющую GM200, включая три динамика и встроенную антенну для радио, однако обратил внимание на ограничения плеера, такие как чтение файлов только из одной папки, что оставляет ощущение недоработанности основной функции модели. Муртазин пришёл к выводу, что аппарат подойдёт тем, кто ищет «громкую музыкальную шкатулку» или часто слушает радио, что может сделать взрослых людей также целевой аудиторией GM200 в дополнение к молодёжи.